# Mike River Falls
Als Mike River Falls werden gegenwärtig drei Wasserfälle im Flussverlauf des Mike River in der Region Southland auf der Südinsel von Neuseeland bezeichnet.

## Geographie
Der erste Wasserfall befindet sich rund 490 m flussabwärts nach dem Verlassen des False Lake. Seine Fallhöhe beträgt 8 m.
Der zweite Wasserfall, der eine Fallhöhe von 35 m besitzt, folgt rund 180 m flussabwärts nach dem Ersten.
Der dritte Wasserfall des Flusses befindet sich zwischen dem dritten und dem vierten See im Flussverlauf des Mike River und verfügt über eine Fallhöhe von 65 m.